# 康京和
康 京和（カン・ギョンファ、朝鮮語：강경화、Kang Kyung-wha、1955年4月7日　-  ）は、韓国の外交官、政治家。2017年より2021年まで同国外交部長官（外務大臣に相当）を務めた。過去には世宗大学校の英語英文学科助教授なども務めた。本貫は信川康氏。

## 来歴
1955年4月7日にソウル特別市に生まれる。梨花女子高等学校、延世大学校政治外交学科を卒業後、1977年に韓国放送公社(KBS)にアナウンサーとして入社。その後、国際放送のプロデューサー兼アナウンサーとして活躍した。またマサチューセッツ大学大学院にてコミュニケーション学の修士号、博士号を取得。1994年に世宗大学校の英語英文学科助教授。
1997年のアジア通貨危機の際に、アメリカのビル・クリントン大統領と次期韓国大統領に当選していた金大中による電話会談の通訳を務め、優れた英語力を発揮したことで金大中が康を自身の英語通訳に抜擢。このことで1999年に外交官試験を経ないで外交通商部に特別採用され、外交通商部長官補佐官に就任、2005年には国際機関政策官（局長級）となるなど、専門の外交官でない人物として異例となる出世を果たす。
その後は国際連合にてキャリアを積み、2001年に国連代表部公使参事官、2003年に国連婦人の地位委員会(CSW)議長、2006年に国際連合人権高等弁務官事務所(OHCHR)副代表、2013年より国際連合人道問題調整事務所(OHCA)事務次長補を務めたほか、2016年10月より潘基文事務総長の退任に伴う引き継ぎチームのリーダーも務めた。2017年1月より事務総長政策特別補佐官。歴代の国連事務総長（アナン、潘、グテーレス）の全てから要職に登用されている。
2022年、国際労働機関事務局長選挙で56票中2票を獲得して惜しくも落選したと国内で報じられた。

### 外交部長官として
2017年5月21日、文在寅大統領より外交部長官に指名された。外交部長官候補に女性が指名されたのは史上初だった。しかし指名後、脱税、偽装転入、不動産投機、アメリカ国籍を取得させた娘らが保険料未納にもかかわらず健康保険制度を利用したことや、取得税未納で不動産相続をしたことなど数々の不正が判明したため国会での任命は難航。聴聞会の報告書は採択されなかったが、国会の同意がなくても大統領は外相の任命が可能なため、野党からの批判がやまないなか6月18日に文在寅より外交部長官に任命された。
2017年11月22日、中華人民共和国を訪問して王毅外相と会談。翌月の大統領訪中のための地ならしを行った他に、THAAD問題について「追加配備しない。米国のミサイル防衛体制に参加しない。韓米日安保協力が三カ国軍事同盟に発展しない。THAADシステムの使用を制限する。」という「3つのノー、1つの制限」の約束をした。また、2017年12月19日には、日本を訪問して安倍晋三首相や河野太郎外相と会談。2018年平昌オリンピック開催時期に合わせた、安倍首相の訪韓要請などを行った。
2018年1月9日には慰安婦問題日韓合意について日本政府に合意の再交渉を求めないとしつつ、慰安婦の尊厳の回復や心の傷を癒す努力を続けることを日本政府に要求し、日本政府が支払った10億円の代わりに韓国政府の予算から充当するという新方針を発表した。2月26日にスイス・ジュネーヴで開かれた第37回国際連合人権理事会総会で「慰安婦問題を解決しようという努力で被害者中心の取り組みを欠いていたことを認める」と述べ、慰安婦問題日韓合意の「互いに国際社会において非難・批判をすることを避ける」という条項に反していると日本政府から非難を受けた。
2018年1月16日、カナダ・バンクーバーで開催された20ヵ国の外相級による北朝鮮問題に関する会合に出席。北朝鮮に対する人道支援方針を説明し、実施するタイミングを計って人道支援を実施することを説明したが、日本の河野太郎外相、イギリスのボリス・ジョンソン外相、アメリカのレックス・ティラーソン国務長官の反対に遭い、多数の賛同を得ることができず、議長声明に人道支援の文言が盛り込まれることはなかった。
2018年9月11日、ベトナムで開催されたASEANに関する世界経済フォーラムに出席。訪問先のハノイで日本の河野外相、チリのアンプエロ外相らと会談を行った。
2018年9月18日-19日、平壌で行われた第3回南北首脳会談に出席するため韓国の外交部長官としては初の訪朝を行う。現地では首脳会談の合意事項の取りまとめを行うものの、後に軍事分野の項目についてはアメリカ側（マイク・ポンペオ国務長官）から事前の説明がなかったとして激怒の電話を受けていたとの報道がなされた。なお、韓国政府関係者は、激怒や問い詰める内容ではなかったとして否定している。
2019年2月25日、ジュネーヴで開催された国際連合人権理事会で演説。従軍慰安婦問題に関する日韓双方の取り組みは「被害者中心の視点を欠いていた」と強調し、未解決との認識を示した。
2019年5月23日、訪問先のパリで河野外相と徴用工訴訟問題に関して会談。仲裁委員会の開催を受け入れるよう要求を受けるも回答を留保。2019年6月28日、G20地域首脳会議に合わせて来日した際にも非公式な形で会談が行われたが、解決は見出せなかった。翌月の7月1日、日本側が半導体材料などの輸出規制を行うことを表明すると、同月7月3日、国会で「不合理で常識から外れた（制裁）措置」としたうえで、「第三国にも不利益が及ぶ問題なので、そうした国と連携して対処していく」ことを表明した。
2019年8月20日-8月22日、訪中。北京で日中韓外相会談、日韓外相会談を行い帰国する途上、本国では日韓秘密軍事情報保護協定の更新見送りを決定して公表していた。康が知ったのは飛行機から降りた直後というタイミングとなり、外交努力をしてきた裏で本国からの梯子を外されていた格好となった。康は直後に河野外相にショートメールを送り、遺憾の意を伝えたとも報道されている。
2019年8月28日放送の、BBCのインタビュー番組である「HARDtalk」に出演し、司会のステファン・サックァーから、徴用工訴訟問題や放射能検査の問題や今後の日韓関係修復の可能性などについてやりとりを行った。。
2020年8月、韓国の外交官が駐ニュージーランド大使館の現地職員にセクハラを行った問題を受けて「国民にご迷惑をおかけして申し訳ない」として国内向けの謝罪を行ったが、ニュージーランド側への謝罪については「他国に外交部長官が謝罪するのは国家の品格の問題」として謝罪を拒否した。
2021年1月20日、青瓦台より対米同盟重視盟派として知られる鄭義溶大統領外交安保特別補佐官を後任にあてる人事案が発表され、康京和は外交部長官を退任することとなった。韓国国内の報道機関からは、指名と同様、退任も突然のことであったと評された。2021年2月8日に退任。

## ギャラリー

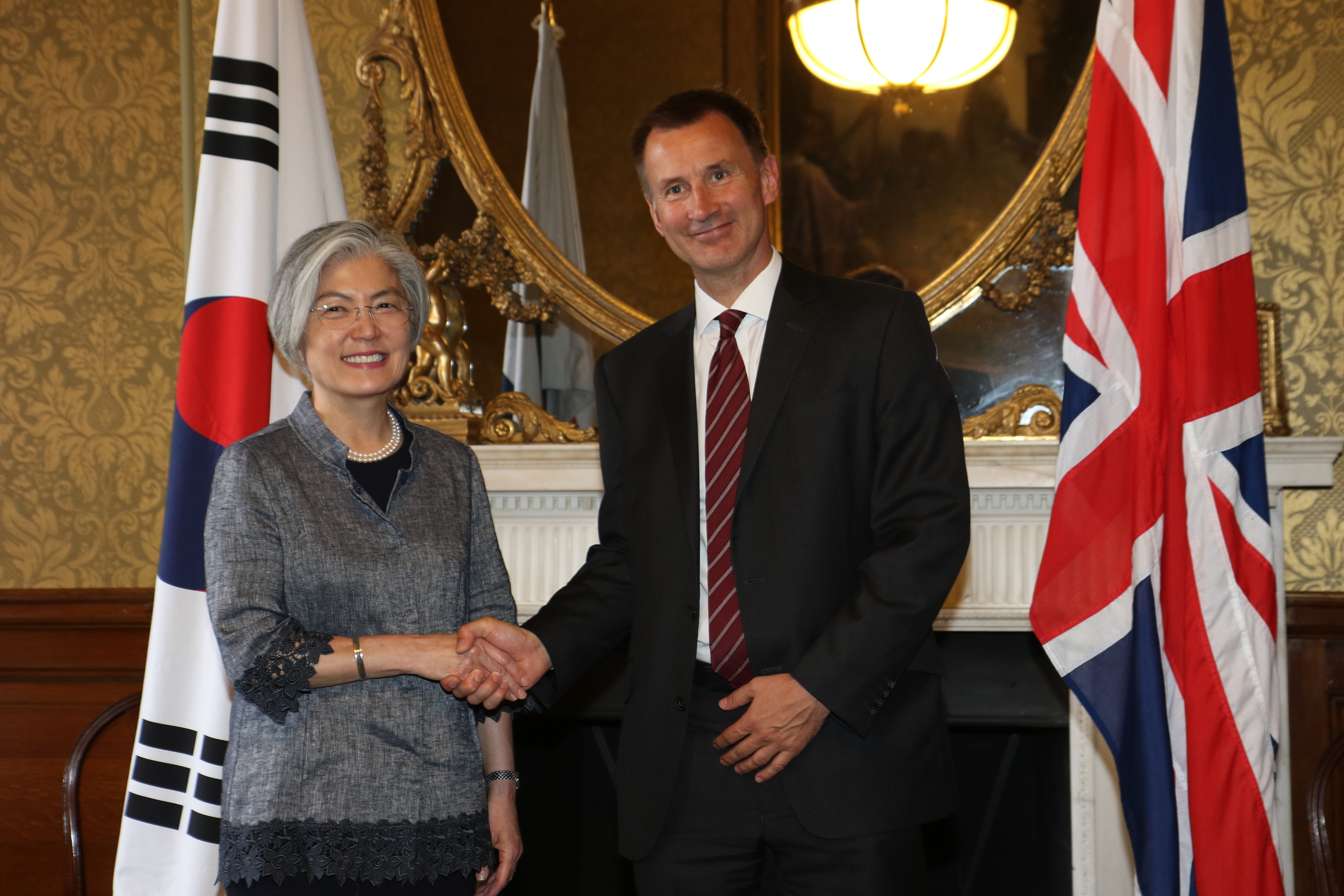
イギリスのジェレミー・ハント外相と（2018年7月18日）
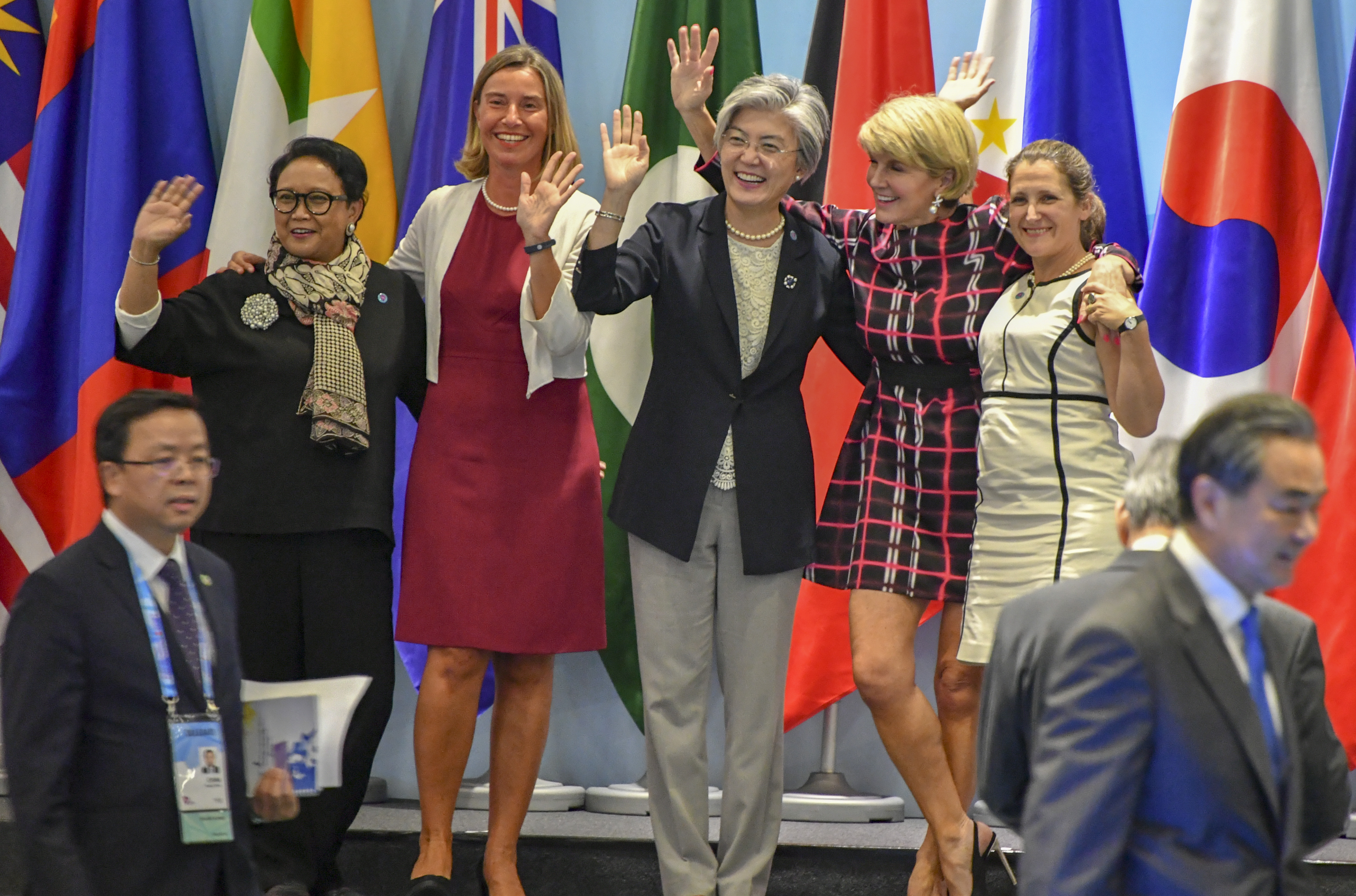
左からインドネシアのルトノ・マルスディ外相、フェデリカ・モゲリーニ欧州連合外務・安全保障政策上級代表、康京和、オーストラリアのジュリー・ビショップ外相、カナダのクリスティア・フリーランド外相（2018年8月4日）
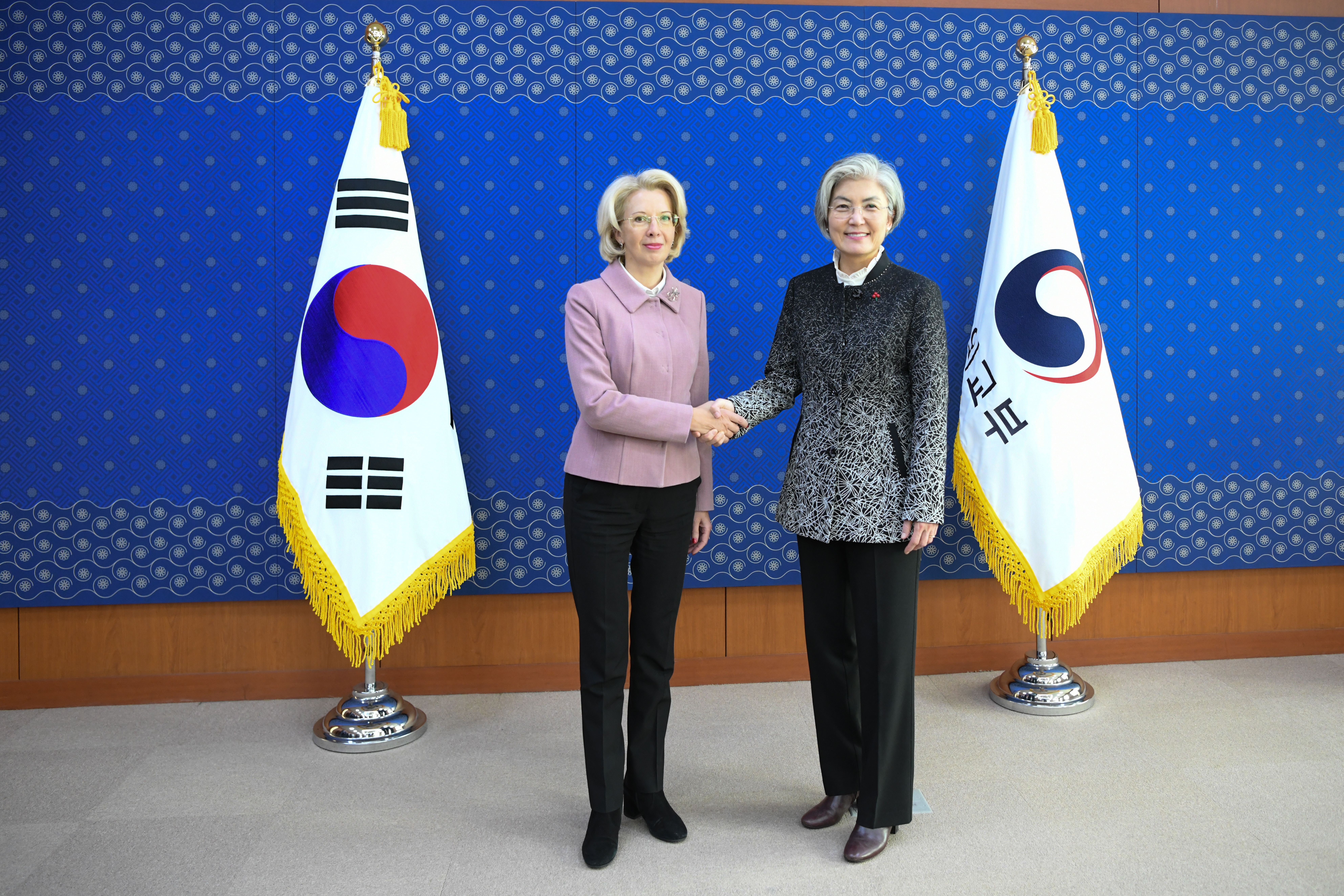
ラトビアのイナーラ・ムールニエツェ国会議長と（2020年1月10日）

## 人物
- 元慰安婦の女性らに寄り添う姿勢を強調しており、国連での勤務を志した動機も国際会議で世界に慰安婦問題を発信した経験からだという[32]。
- 中央日報によると、ソウル地下鉄4号線の車両で流れる音声案内の英語アナウンスを担当していた[33]。
- 日本のカウンターパートである河野太郎外相が就任していた期間には、徴用工訴訟問題や日韓秘密軍事情報保護協定の破棄などの問題が立て続けに起こり二国間関係の冷却化が進んだが、河野が文藝春秋に語ったところによれば、康京和と河野太郎との関係自体が破綻していたわけではなく携帯電話で話ができる関係であったという[34]。

## 家族
夫は延世大学校名誉教授の李一昺（イ・イルビョン、이일병）。